# Ion Dissonance
Ion Dissonance — канадская маткор/мат-метал-группа из города Монреаль, Квебек. Идея создания команды появилась в 2001 году, когда сам коллектив был образован в начале 2002 году. Как только устаканился состав команды в качестве промо было выпущено демо .357. В результате, в апреле 2003 года группа подписалась на лейбл Willowtrip Record. Запись дебютного полноформатника Breathing is Irrelevant завершилась в июне 2003 года, а в сентябре альбом оказался на полках магазинов.

## Дискография

### Студийные альбомы
- Breathing Is Irrelevant (2003)
- Solace (2005)
- Minus the Herd (2007)
- Cursed (2010)
- Cast The First Stone (2016)